# دوره نسلی
در زیست‌شناسی جمعیت و جمعیت‌شناسی، دوره نسلی (به انگلیسی: Generation time)، میانگین زمان بین دو نسل متوالی در دودمان یک جمعیت است. در جمعیت‌های انسانی، دوره نسلی معمولاً بین ۲۰ تا ۳۰ سال متغیر است، با تنوع گسترده بر اساس جنسیت و جامعه. تاریخ‌نگاران گاهی از این موضوع، با تبدیل نسل‌ها به سال برای به دست آوردن برآوردهای تقریبی زمان برای تاریخ‌گذاری رخدادها استفاده می‌کنند.